# Альошичева Валерія Сергіївна
Валерія Сергіївна Альошичева (нар. 20 серпня 1990, Донецьк, УРСР) — українська футболістка, півзахисниця.

## Клубна кар'єра
Виступала за жіночі футбольні клуби «Іллічівка» (Україна) та «Енергія» (Воронеж). В останньому стала бронзовим призером Чемпіонату Росії 2009 року.
З 2011 року виступає за клуб «Рязань-ВДВ» у вищому дивізіоні Росії. У складі «Рязані» стала чемпіонкою Росії в осінньому сезоні 2013 року.
22 січня 2019 року залишає «Рязань-ВДВ» та переходить до складу красноярського «Єнісею». В минулому сезоні «Єнісей» зайняв передостанне сьоме місце з 9 очками.

## Кар'єра в збірній
Валерія Альошичева має досвід виступів за дівочу збірну України U-19.
За дорослу жіночу збірну України зіграла 6 матчів і відзначилася 1 голом. У 2014 році регулярно викликалася до збірної, брала участь у всіх трьох матчах національної команди цього року — проти Туреччини, Уельсу і Англії — як гравчиня основного складу.

## Виключення зі збірної
На початку червня 2014 року Валерію Альошичеву не викликали на чергові матчі збірної України. У соціальних мережах вона опублікувала репост, в якому засуджувалася Антитерористична операція на сході України і була перекреслена державна символіка. Тренерський штаб збірної України спочатку спростовував політичні причини невиклику в збірну, посилаючись на звичайну ротацію складу.
Деякі вболівальники рязанської команди встали на сторону Альошичевій і на черговому матчі вивісили банер зі словами підтримки.
У період з 2014 до 2018 року Алешічева стає громадянкою Росії і в жіночій Лізі чемпіонів сезону 2018/19 виступає вже як росіянка.

## Досягнення
«Іллічівка»
- Чемпіонат України
  -  Бронзовий призер (1): 2010

«Енергія»
- Чемпіонат Росії
  -  Бронзовий призер (1): 2009

«Рязань-ВДВ»
- Чемпіонат Росії
  -  Срібний призер (1): 2017
  -  Бронзовий призер (3): 2012/13, 2014, 2016